# Dungeons & Dragons: Honor Among Thieves
Dungeons & Dragons: Honor Among Thieves är en amerikansk fantasy-äventyrsfilm från 2023. Den är baserad på bordsrollspelet Dungeons & Dragons och utspelar sig i kampanjvärlden Forgotten Realms. Filmen är regisserad av Jonathan Goldstein och John Francis Daley, som även skrev manus tillsammans med Michael Gilio.
Filmen hade biopremiär i Sverige den 29 mars 2023, utgiven av Paramount Pictures.

## Rollista (i urval)
- Chris Pine – Edgin the Bard
- Michelle Rodríguez – Holga the Barbarian
- Regé-Jean Page – Xenk the Paladin
- Justice Smith – Simon the Sorcerer
- Sophia Lillis – Doric
- Hugh Grant – Forge Fitzwilliam the Rogue
- Chloe Coleman – Kira Darvis
- Jason Wong – Dralas
- Daisy Head – Red Wizard of Thay